# Wii U Pro Controller
O Wii U Pro Controller é um controlador de jogo produzido pela Nintendo para o console de videogame Wii U.

## História
A Nintendo anunciou o Wii U Pro Controller na E3 de 2012 com o objetivo de atrair jogadores mais "hardcore" fazendo o Wii U mais competitivo em relação aos rivais Xbox One e PlayStation 4.

## Características
Disponível separadamente, ele funciona como um controle adicional ao console. O Wii U pode ser conectado a até 4 controles simultaneamente. Como os controles mais tradicionais, ele oferece alavancas analógicas e botões digitais, ao contrários dos controles do Xbox One e PlayStation 4 os gatilhos do Wii U Pro Controller são digitais.
Ele usa a mesma bateria CTR-003 de 1300mAh do Nintendo 3DS e Nintendo 2DS, pode durar até 80 horas de jogatina.
De acordo com a Nintendo, o formato do controle é uma versão melhorada do Classic Controller do Wii oferecendo uma experiência mais rica, o Wii U Classic Controller não é compatível com a geração anterior dos jogos do Wii.